# Sette apostoli della Spagna
I Sette apostoli della Spagna, detti anche Uomini apostolici (in latino Septem viri apostolici; in spagnolo Siete varones apostólicos) furono, secondo la tradizione, sette uomini ordinati da San Pietro e San Paolo e mandati in Spagna con il compito di convertire le popolazioni locali al cristianesimo.
Essi erano:
- San Torquato di Acci,
- San Cecilio di Elvira,
- San Ctesifonte di Vergi,
- Sant'Eufrasio di Illiturgi,
- Sant'Indalezio di Urci,
- Sant'Esichio di Rocadillo,
- San Secondo di Ávila.